# ایس جونیور ایس
ایس جونیور ایس (به انگلیسی: Ace_Junior_Ace) یک هواگرد ملخ‌پیشین تک‌موتوره از نوع ورزشی ساخت شرکت Ace Aircraft Manufacturing Company است. در مجموع، تعداد ۲۰۲ (2011) فروند از این هواگرد ساخته شده‌است.
طراح این هواگرد، Orland Corben بود.